# آیرونکلاد ریشولیو
آیرونکلاد ریشولیو (به انگلیسی: French ironclad Richelieu) یک کشتی بود که طول آن ۱۰۱٫۷ متر (۳۳۳ فوت ۸ اینچ) بود. این کشتی در سال ۱۸۷۳ ساخته شد.